# (41279) Trentman
(41279) Trentman est un astéroïde de la ceinture principale.

## Description
(41279) Trentman est un astéroïde de la ceinture principale. Il fut découvert le 8 décembre 1999 à Olathe (Kansas) par Larry Robinson. Il présente une orbite caractérisée par un demi-grand axe de 3,07 UA, une excentricité de 0,05 et une inclinaison de 10,8° par rapport à l'écliptique.

## Compléments